# George Martin Ottinger
 (août 2013).
Pour les articles homonymes, voir Ottinger.
George Martin Ottinger, né le 8 février 1833 dans le comté de Montgomery en Pennsylvanie et mort le 28 octobre 1917 à Salt Lake City, est un artiste américain, peintre, photographe, enseignant des beaux-arts, commandant des pompiers et militaire. Son enseignement fut déterminant pour de nombreux jeunes artistes de l'Utah, comme James Taylor Harwood, Edwin Evans, John Hafen ou encore Lorus Bishop Pratt.

## Famille et études
George, né dans le village de Springfield en Pennsylvanie, est le fils d'Elizabeth Martin et de William Ottinger, tous deux membres de la Société religieuse des Amis (quaker). À la suite d'un revers de fortune familial, il est envoyé chez son oncle à New York, où il a plaisir à dessiner les navires relâchant au port. À dix-sept ans, il s'engage sur le baleinier Morea, sur lequel il effectue une campagne de trois années,. En 1853, alors que son navire est à Panama, il abandonne la carrière de marin et part pour la Californie où la ruée vers l'or est alors à son paroxysme. Là-bas il s'essaie avec un certain succès au métier de mineur. De retour à New York, il étudie sous la direction du peintre Robert Walter Weir. Il se rend ensuite à Philadelphie et s'inscrit à la Pennsylvania Academy of the Fine Arts.

## Carrière
À Lancaster, il installe un atelier où, de 1853 à 1855, il réalise sur commande, des miniatures. Ottinger se rend ensuite à Louisville dans le Kentucky, où il travaille comme secrétaire chez un marchand de fruits et colorie des photographies pour arrondir ses fins de mois. De retour en Pennsylvanie, sous l'influence de sa mère qui a rejoint l'Église de Jésus-Christ des saints des derniers jours (LDS Church), il se convertit également, en 1858. Ottinger ouvre ensuite un atelier à Richmond, en Virginie, où il peint et colorie des photographies.

### Utah

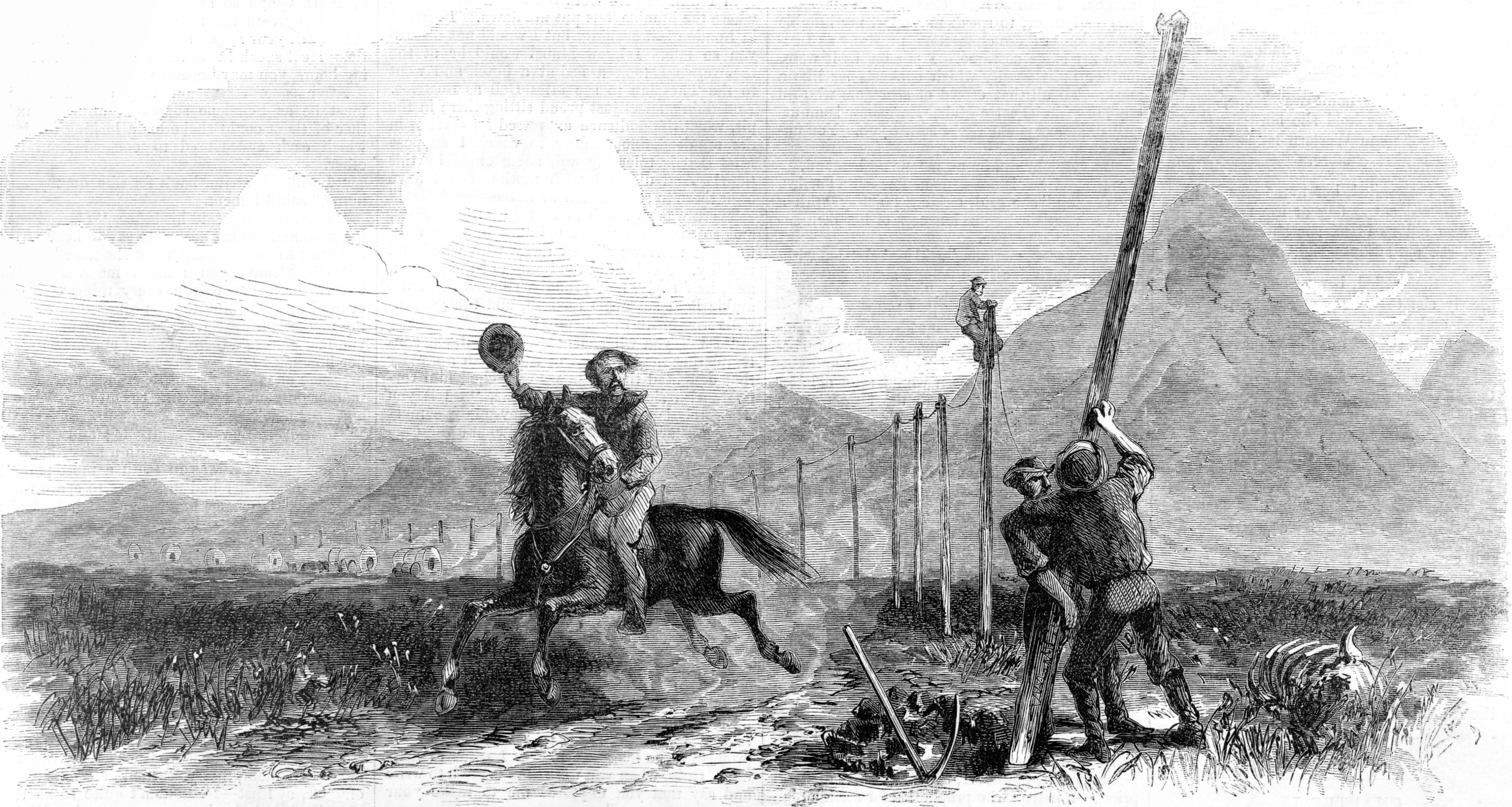
The overland pony express, reproduction d'une toile d'Ottinger dans Harper's Weekly (1867).

En 1861, il accompagne sa mère qui désire se rendre sur la « terre promise » des mormons, en Utah. À Salt Lake City, il s'associe avec Charles Roscoe Savage, qu'il avait rencontré à New York et avec qui il travaille comme photographe itinérant, parcourant l'Utah et l'Idaho. Il épouse Mary Jane Abbott McAllister, mais celle-ci meurt, en 1862, en mettant au monde leur fils William McAllister Ottinger. Toujours associé avec Savage, il réalise certaines commandes pour des peintures. Il travaille par exemple à la réalisation de décors pour le théâtre de Salt Lake City et s'essaie à la carrière d'acteur, jouant quelques rôles dans des pièces de Shakespeare.
En 1863, sous l'impulsion de divers artistes, dont Danquart Anthon Weggeland, une école des beaux-arts privée est fondée à Salt Lake City, sous le nom de « Deseret Academy of Arts ». Ottinger en est le président et professeur de dessin. Il se remarie, le 3 décembre 1864, avec Phoebe Neslen. La première apparition d'une œuvre d'Ottinger dans un média national remonte au 2 novembre 1867, lorsque le magazine Harper's Weekly publie une gravure de l'une de ses peintures The overland pony express. C'est ensuite la revue American Phrenological Journal qui publie, en mai 1868, une gravure représentant l'atelier de « Savage & Ottinger », puis en mars 1869, un article sur Ottinger intitulé « The Utah Artist ».
Au cours de sa carrière, Ottinger obtient de nombreuses récompenses au niveau local, mais aucune au niveau national. Il est également actif en tant que citoyen de Salt Lake City et de l'Utah. Tout d'abord comme volontaire au sein du corps des pompiers de la ville, dès 1872, puis comme commandant de ce service, en 1876. Au niveau de ce qui est encore le Territoire de l'Utah, avant de devenir un État américain, il est membre, puis officier de la milice territoriale, la Nauvoo Legion. En 1894, Ottinger est nommé Adjudant-général de l'Utah. À ce poste, il va organiser le corps de l’Utah National Guard (Garde nationale de l'Utah).
Dès 1882, il est professeur d'art à l'University of Deseret et, en 1888, chargé d'en organiser le département des beaux-arts, dont il devient directeur jusqu'en 1892. Dans le cadre de son travail d'enseignant, il a formé et influencé de nombreux jeunes artistes de l'Utah, comme James Taylor Harwood, Edwin Evans, John Hafen ou encore Lorus Bishop Pratt. Vers 1899, Ottinger cesse subitement sa carrière artistique. Il meurt chez lui le 28 octobre 1917 et repose au City Cemetery de Salt Lake City.